# Bryophacis rufus
Bryophacis rufus är en skalbaggsart som först beskrevs av Wilhelm Ferdinand Erichson 1839.  Bryophacis rufus ingår i släktet Bryophacis, och familjen kortvingar. Arten är reproducerande i Sverige.